# Сюй Куньлинь
Сюй Куньлинь (кит. 许昆林; род. май 1965, Юнчунь, Фуцзянь) — китайский государственный и политический деятель, губернатор провинции Цзянсу с 19 октября 2021 года.
Ранее секретарь парткома КПК города Сучжоу (2020—2021) и вице-мэр Шанхая (2017—2020).
Член Центрального комитета Компартии Китая 20-го созыва.

## Биография
Родился в мае 1965 года в уезде Юнчунь городского округа Цюаньчжоу, провинция Фуцзянь.
В сентябре 1980 года поступил на факультет бизнеса в Ханчжоуский институт коммерции (ныне входит в состав Чжэцзянского университета промышленности и торговли), который окончил в августе 1984 года с дипломом по специальности «статистическое планирование». На последнем курсе вступил в Коммунистическую партию Китая.
После окончания института принят на должность специалиста инспекторского отдела Национального агентства по ценообразованию (Пекин), которое позднее в виде Департамента ценообразования вошло в состав вновь образованного Государственного комитета по развитию и реформам КНР. В октябре 1986 года — заместитель заведующего отделом по контролю над ценами, в октябре 1988 года возглавил этот отдел. В июне 1990 года избран секретарём комитета комсомола организации. В течение следующих почти 30 лет трудился в агентстве по ценообразованию и в Госкомитете по развитию и реформам, занимая должности директора департамента по надзору за ценами и директора департамента инвестиций в основные фонды. Заместитель секретаря — ответственный секретарь партийного отделения КПК Госкомитета. В октябре 2016 года на пресс-конференции отмечал, что часть регионов и крупнейших предприятий Китая досрочно выполняют годовой план по сокращению производственных мощностей в металлургической и угледобывающей отраслях.
В марте 2017 года вступил в должность вице-мэра Шанхая. В июне 2018 года возглавлял китайскую делегацию в Киев, вёл переговоры о расширении двустороннего сотрудничества городов в сферах инфраструктурного строительства, транспорта, туризма и IT-индустрии. В сентябре 2020 года переведён в соседнюю провинцию Цзянсу, где был назначен секретарём парткома КПК столичного города Сучжоу и вошёл в Постоянный комитет парткома КПК провинции.
19 октября 2021 года решением 26-й сессии Постоянного комитета Собрания народных представителей Цзянсу 13-го созыва избран заместителем губернатора и временно исполняющим обязанности губернатора провинции. На очередной сессии СНП утверждён в должности губернатора Цзянсу.